# 滝沢ガレソ
滝沢ガレソ（たきざわ ガレソ）は、日本のインフルエンサー。会社員として生活しながら「暴露系インフルエンサー」「ネットの情報屋」として活動する。2025年8月時点で291万人以上のX（旧Twitter）フォロワー数を持つ。

## 経歴
2006年に慶應義塾大学湘南藤沢キャンパス（SFC）に入学。学生時代には軽音楽サークルに所属し、ドラムを担当していた。バンド活動に熱中したのち、6年間かけて卒業した。
大学卒業後は大手企業に就職し、営業職として働き始めた。その後地方に転勤となり、寂しさを紛らわすために対戦型オンラインゲームのリーグ・オブ・レジェンドのゲーム実況を開始。同時にゲーム内のキャラクター名を引用し「滝沢ガレン」としてゲーム内の揉め事やネット上の炎上をツイートするようになったが、後に「滝沢ガレソ」に改名した。
1日のうち6～7時間はアカウントの運営に費やしており、仕事中は、上司の目を盗みSNSのネタ探しを行うという。また、結婚歴があるが妻から「家庭かツイッターかどちらか選べ」と迫られ、結果的にツイッターの活動を優先し離婚した。日々の投稿の動機は「社会を正そう」というより、単に「みんなで盛り上がろう」という気持ちであると語っている。

### スシロー迷惑動画事件
2023年1月には、回転寿司チェーン店スシローでの迷惑行為が撮影された動画を自身のTwitterアカウントで拡散した。これがきっかけとなり、迷惑行為を行った高校生（当時）の少年の身元が特定され、スシローが岐阜県警に被害届を提出する動きへ発展した。

### 著名人に関する投稿
2024年5月、滝沢は自身のX上で「超有名女優」「ドラマ共演して電撃結婚した有名歌手」などと本名には言及せず、男性側の不倫で2人が離婚危機にあるという内容を伝えた。投稿内容から対象が特定しやすかったこともあり、投稿からわずか6時間後には芸能事務所アミューズの法務部は滝沢を名指しし、投稿内容が「事実無根」であること、さらに虚偽の情報の拡散、発信に対して法的措置を検討するとコメントした。また言及対象となった女優と男性歌手はそれぞれ、投稿が事実無根である旨のコメントを発表した。
2024年9月22日、滝沢は当該投稿を削除して、謝罪のコメントを発表した。